# Tuy Viễn (tỉnh)
Tuy Viễn (tiếng Trung: 绥远; bính âm: Suíyuǎn; Wade–Giles: Suiyuan) là một tỉnh cũ tại Trung Quốc. Tỉnh lị của Tuy Viễn là Quy Tuy (nay là Hohhot) tên giản xưng của tỉnh là "Tuy" (綏, bính âm: suí). Đây là một trong bốn tỉnh của "Tắc Bắc" (塞北) cùng với Nhiệt Hà, Sát Cáp Nhĩ và Ninh Hạ. Tên của tỉnh bắt nguồn từ tên vị tướng nhà Thanh đồn trú trên địa bàn, khi đó gọi là Mạc Nam.

## Địa lý
Lãnh thổ của Tuy Viễn nay là các địa cấp thị Hohhot (Hô Hòa Hạo Đặc), Bao Đầu, Ô Hải, Ordos (Ngạc Nhĩ Đa Tư), Bayan Nur (Ba Ngạn Náo Nhĩ), và nhiều phần của Ulaan Chab (Ô Lan Sát Bố), tất cả đều thuộc Nội Mông.
Địa hình tỉnh là cao nguyên và được chia thành ba phần chính: Phía bắc là cao nguyên Mông Cổ, chủ yếu thuộc sa mạc Gobi với tài nguyên khoáng sản phong phú, nhất là Bayan Obo với tên hiệu là "khoáng đô". Trung bộ Tuy Viễn nằm bên hữu ngạn Hoàng Hà, các thành phố chính như Bao Đầu hau Quy Tuy nằm trong khu vực này. Phía nam là cao nguyên Ordos và có lăng Thành Cát Tư Hãn.

## Lịch sử
Thời kỳ đầu Trung Hoa Dân Quốc, chính phủ Viên Thế Khải đã cho tăng cường sự thống trị của Nội Mông và chia vùng này thành 3 đặc khu hành chính là Nhiệt Hà, Sát Cáp Nhĩ và Tuy Viễn. Tháng 1 năm 1914, chính phủ Bắc Dương tuyên bố thành lập đặc khu Tuy Viễn, cắt 12 huyện của tỉnh Sơn Tây giao cho Tuy Viễn quản lý. Lãnh thổ đặc khu Tuy Viễn còn bao gồm hai kỳ Thổ Mặc (Tumed) Hữu và Thổ Mặc Đặc (Tumed) Tả và minh Y Khắc Chiêu, minh Ô Lan Sát Bố (Ulanchaq).
Sau sự biến Thất Thất, vào tháng 10 năm 1937, quân Nhật cưỡng chiếm Quy Tuy, hỗ trợ Thực Đức Vương thành lập tổ chức thống trị Mông Cương. Tháng 9 năm 1939, chính phủ Tự trị Liên hiệp Mông Cương được thành lập và đổi tên Quy Tuy thành thành phố đặc biệt "Hậu Hòa Hạo Đặc" (厚和浩特). Sau chiến tranh thế giới thứ hai, chính phủ Trung Hoa Dân Quốc thu phục lại lãnh thổ Tuy Viễn và khôi phục tên cũ "Quy Tuy".
Ngày 19 tháng 9 năm 1959, đội quân chính yếu của Quốc Dân đảng tại tỉnh Tuy Viễn tuyên bố khởi nghĩa, chính phủ Cộng hòa Nhân dân Trung Hoa sau đó đã dễ dàng tiếp quản tỉnh Tuy Viễn.

## Lịch sử chính quyền Cộng hòa Nhân dân Trung Hoa
Tiến thân là Tấn Tuy biên khu thuộc chính phủ Tuy Mông. Ngày 13 tháng 6 năm 1949, chính phủ Tuy Mông đổi tên thành chính phủ Nhân dân tỉnh Tuy Viễn và đặt tỉnh lị tại Thừa Đức. Ngày 31 tháng 12 cùng năm, khu giải phóng Tuy Đông và chính phủ Nhân dân tỉnh Tuy Viễn chấp thuận hợp nhất với chính phủ tỉnh Tuy Viễn của Quốc Dân đảng thành chính phủ Nhân dân tỉnh Tuy Viễn. Chính quyền tỉnh Tuy Viễn mới đóng tại Quy Tuy và được trung ương lãnh đạo trực tiếp.
Chính phủ Nhân dân quản lý 2 thành phố, 22 huyện và 18 kỳ:
- Thành phố: Quy Tuy, Bao Đầu
- Huyện: Phong Trấn, Tập Ninh, Lương Thành, Đào Lâm, Hưng Hòa, Long Thắng, Quy Tuy, Vũ Đông, Vũ Tây, Hòa Lâm Cách Nhĩ, Thanh Thủy Hà, Thác Khắc Thác, Tát, Bao Đầu, Cố Dương, Ngũ Nguyên, Lâm Hà, An Bắc, Lang San, Mễ Thương, Yến Giang, Đông Thắng.
- Kỳ: Tương Hồng kỳ, Tương Lam kỳ, Chính Hoàng kỳ, Chính Hồng kỳ, Thổ Mặc Đắc Độc Lập kỳ, Đông Công, Trung Công, Tây Công, Mậu Minh An, Đạt Nhĩ Hãn, Tứ Tử Vương, Chuẩn Cách Nhĩ, Đạt Lạp Đặc, Ô Thẩm, Trát Tát Khắc, Ngạc Thác Khắc, Quận Vương, Hàng Cẩm.

Ngày 6 tháng 3 năm 1954, tỉnh Tuy Viễn giải thể và từ đó thuộc địa giới của khu tự trị Nội Mông Cổ.